# Amber Midthunder
Amber Midthunder, född 26 april 1997, är en amerikansk skådespelare.
Midthunder medverkade i TV-serien Legion 2017–2019 och i Roswell, New Mexico 2019–2022. Hon har även spelat en av huvudrollerna i filmen Prey år 2022 och Centurion XII år 2023. Hon medverkade även i TV-serien Avatar: The Last Airbender (2024).

## Filmografi (i urval)
- 2017–2019 – Legion (TV-serie)
- 2019–2022 – Roswell, New Mexico (TV-serie)
- 2021–2023 – Reservation Dogs (TV-serie)
- 2022 – Prey
- 2023 – Centurion XII (TV-serie)
- 2023 – Dream Scenario
- 2024 – Avatar: The Last Airbender (TV-serie)
- 2025 – Opus